# Kvartérní amoniové sloučeniny

Kvartérní amoniový kation. Některé nebo všechny R-skupiny mohou být totožné nebo různé alkylové skupiny. Též kterékoli z R-skupin mohou být propojeny.

Kvartérní amoniové kationy jsou kladně nabité víceatomové ionty struktury NR +
4 , kde R jsou uhlovodíkové zbytky. Na rozdíl od amoniového iontu NH +
4  jako takového a primárních, sekundárních nebo terciárních kationů, kvartérní kationy jsou trvale nabité, nezávisle na pH jejich roztoku. Kvartérní amoniové kationy jsou syntetizovány úplnou alkylací amoniaku nebo jiných aminů. Možné cesty syntézy najdete u aminů.
Kvartérní amoniové sloučeniny (KAS, kvartérní amoniové soli, v naftařské hantýrce též kvartérní aminy) jsou soli kvartérních amoniových kationů s aniony. Používají se jako dezinfekční látky, kationaktivní tenzidy, změkčovače textilu a antistatická činidla (například v šamponech). V kapalných změkčovačích textilu se často používají chloridy. V pruzích proti lepení v sušičkách prádla se používají sírany. Ty jsou také běžnou součástí mnoha spermicidních gelů.
V organické chemii se kvartérní amoniové sloučeniny používají jako katalyzátory fázového přenosu pro reakce vzájemně nemísitelných systémů rozpouštědel, například při syntéze dichlorkarbenu s chloroformem a hydroxidem sodným.
Syntéza kvartérních amoniových kationů se označuje jako kvarternizace.
Úplnou methylací nebo Hofmannovou eliminací se vytváří kvartérní amoniový jodid. Alfa-uhlík (relativně k dusíku) je deprotonován hydroxidovým anionem z H2O a elektrony vytvoří alken. Následně jsou elektrony z vazby uhlík-dusík natlačeny na dusík. To vytvoří terciární amin jako zbývající skupinu.

## Antimikrobiální použití
KAS jsou nejúčinnější proti grampozitivním bakteriím. Dobře účinkují také proti houbám, amébám a zapouzdřeným virům. KAS účinkují destrukcí buněčné membrány a bílkovin. Ničí téměř všechno kromě endospor, Mycobacterium tuberculosis, virů obsahujících lipidy a Pseudomonas spp. (některé kmeny Pseudomonas spp. mohou v roztocích KAS dokonce růst, živit se z nich).
Na rozdíl od fenolických látek KAS nejsou příliš účinné v přítomnosti organických sloučenin. Jsou však velmi účinné v kombinaci s fenoly. KAS jsou deaktivovány mýdly, jinými anionovými tenzidy a bavlněnými vlákny. Nedoporučuje se také jejich použití ve tvrdé vodě. Účinné hladiny jsou okolo 200 ppm. Jsou účinné při teplotách do 100 °C.

## Vliv na zdraví
Opakované vystavení těmto látkám může vést ke vzniku astmatu, alergie nebo kožním problémům.